# Abschließende Arbeit
Die abschließende Arbeit (ABA) ist die erste, freiwillige Säule der Reifeprüfung für AHS-Schüler in Österreich. Sie löst die verpflichtende Vorwissenschaftliche Arbeit (VWA) ab, und ist seit dem Schuljahr 2024/25 freiwillig zu absolvieren. Wählen Schüler nicht die ABA, ist eine weitere schriftliche Klausurarbeit oder eine mündliche Teilprüfung zu absolvieren. Die ABA bildet bis zum Schuljahr 2028/29 eine Übergangslösung.
Die ABA besteht jedenfalls aus einer auf wissenschaftlichen Niveau zu erstellenden schriftliche Arbeit, einschließlich deren Präsentation und Diskussion, dessen Umfang mit der betreuenden Lehrkraft individuell zu vereinbaren ist. Die ABA darf entweder
- eine rein schriftliche sein, deren Methoden und Arbeitstechniken über eine reine Reproduktion hinausgehen (ähnlich zur VWA),
- ein praktischer forschender, gestalterischer oder künstlerischer Prozess sein (z. B. Produktion eines Podcasts oder eines Konzertprogramms), welcher dokumentiert wird.[2]

Die Abschließende Arbeit ist nicht zu verwechseln mit der Diplomarbeit, welche an berufsbildenden höheren Schulen einen verpflichtenden Teil der Reife- und Diplomprüfung darstellt. Die VWA war in gewisser Weise Nachfolger der freiwilligen Fachbereichsarbeit.

## Organisation
Eine Lehrperson hat grundsätzlich bis zu drei, höchstens jedoch fünf Arbeiten pro Reifeprüfungsjahrgang zu betreuen. Sie muss dafür eine entsprechende berufliche oder außerberufliche (informelle) Sach- und Fachkompetenz besitzen.
Die Schüler müssen ein Thema, das keinem bestimmten Unterrichtsfach zugeordnet sein muss, in der vorletzten Schulstufe formulieren und gemeinsam mit dem im Zuge der Themenfindung vereinbarten Erwartungshorizont (exaktes Thema, persönlicher Impuls, erste Basisliteratur, ungefähre Gliederung) dem Schulleiter bis Ende März zur Zustimmung vorlegen. Die Schulleitung hat dann bis Ende April der vorletzten Schulstufe ihre Zustimmung zu erteilen oder unter gleichzeitiger Setzung einer Nachfrist die Vorlage eines neuen Themas zu verlangen. Mit der Genehmigung verfügen die Schüler über ein Thema, das auch für den Fall einer Wiederholung der 7. Klasse erhalten bleibt. Ist die ABA positiv bewertet, bleibt dieses Ergebnis auch erhalten, wenn die 8. Klasse oder andere Prüfungen der Matura wiederholt werden müssen. Dem Schüler steht bei Wiederholung der ABA keine Betreuung mehr zu, er darf sie maximal 3 mal wiederholen.
Die Abgabe der ABA muss am Ende der ersten Woche des zweiten Semester der letzten Schulstufe sowohl in digitaler Form (Upload via Internet in das sogenannte ABA-Portal) als auch zweifach in gedruckter Form erfolgen. Die Ergebnisse des möglichen forschenden, gestalterischen oder künstlerischen Proezss sind ebenfalls beizufügen. Direkt nach der Abgabe folgt über die Datenbank ein Plagiatscheck. Die Prüfungskommission entscheidet individuell, ob tatsächlich ein Plagiatsversuch vorliegt. Das Verwenden von KI-Tools muss kenntlich gemacht werden. Nach dem Einreichen der Arbeit muss der Schüler seine vorwissenschaftliche Arbeit vor der Reifeprüfungskommission präsentieren. Hierbei geht der Prüfungskandidat auf wichtige Eckpunkte der Arbeit ein und beweist somit seine Präsentationskompetenz. Nach der kurzen Präsentation folgt eine Diskussion, in der der Schüler sowohl inhaltliche als auch methodische Fragen beantwortet. Die Gesamtdauer von Präsentation und Diskussion beträgt dabei höchstens 25 Minuten (bei der VWA waren es höchstens 15 Minuten). Die Benotung der Arbeit erfolgt im Anschluss durch die Prüfungskommission.

## Aufbau
Das Bundesministerium für Bildung gibt für beide Arten der ABA folgenden Aufbau vor:
- Titelblatt
- Abstract (Deutsch oder Englisch, unabhängig von der Sprache der Arbeit, 1000–1500 Zeichen)
- Vorwort (optional)
- Inhaltsverzeichnis
- Einleitung
- Hauptteil
- Schlusskapitel/Fazit
- Literaturverzeichnis
- Abbildungsverzeichnis (optional)
- Abkürzungsverzeichnis (optional)
- Glossar (optional)
- Anhang (optional)
- Begleitprotokoll und Aufzeichnungen der Lehrkraft
- Eidesstattliche Erklärung

## Umfang und formelle Kriterien
Die Einleitung, Hauptteil und das Schlusskapitel der VWA durfte (außer in begründeten Ausnahmen) höchstens 60.000 Zeichen umfassen, bis 2016 gab es außerdem eine Untergrenze von 40.000 Zeichen. Diese wurde abgeschafft, da dies Arbeiten mit hohen experimentellen Charakter, die mit Einvernehmen des Betreuers möglich waren, benachteiligte.
Anders als bei der VWA gibt es bei der ABA keine Anforderungen an die Zeichenzahl oder an das Layout. Lediglich der Aufbau und das korrekte wissenschaftliche Arbeiten sind vorgegeben. Mit Absprache des Betreuers und der Prüfungskommission ist es zulässig, die Arbeit in einer lebenden Fremdsprache zu verfassen und zu präsentieren.

## Fragestellung und Abstract
Bis 2016 sah die Prüfungsordnung auch verpflichtend eine sogenannte „Forschungsfrage“ (so die Terminologie in einigen älteren Dokumenten des Ministeriums) bzw. wissenschaftliche „Fragestellung“ vor. Sie war in § 8 Abs. 5 aF der Reifeprüfungsverordnung als verpflichtender Inhalt des Abstracts ausdrücklich erwähnt. Mit der Verordnung BGBl. II Nr. 107/2016 wurde sie gestrichen, so dass im Abstract nunmehr nur noch das Thema, die Problemformulierung und die wesentlichen Ergebnisse in zirka 1000 bis 1500 Zeichen (inklusive Leerzeichen) schlüssig darzulegen sind. Der Abstract ist in deutscher oder englischer Sprache abzufassen.

## Kritik und Abschaffung der verpflichtenden VWA
Kritiker der VWA bemängelten bereits bei ihrer Einführung einerseits die Bezeichnung als „vorwissenschaftlich“, da dieser Begriff in der Wissenschaftsgeschichte eine ganz andere Bedeutung hat und eben eine Vorgangsweise bezeichnet, die mit einem kognitiven Ansatz nichts zu tun hat, sondern eher einem mythisch-religiösen Denken verbunden ist; andererseits wird vor dem „Copy-and-Paste“-Syndrom gewarnt, also davor, dass diese Art der Aufgabenstellung viele Schüler dazu verleiten könnte, ihre Arbeit nicht selbstständig zu verfassen.
Außerdem ist es im Februar 2015 beim verpflichtenden Hochladen der vorwissenschaftlichen Arbeit auf der dafür vorgesehenen Internetseite zu gravierenden Problemen aufgrund von Überlastung des Servers gekommen.
Weiters kam es zu diversen Fehlern bei der Einreichung der Themen für den Jahrgang 2015/16, wobei beispielsweise bei der erneuten Einreichung einer zurückgewiesenen Themenerstellung dem Betreuer und den folgenden Instanzen wieder die veraltete, bereits zurückgewiesene Version anstatt der vom Schüler überarbeiteten angezeigt wurde, und Schüler bekamen keine Benachrichtigung, wenn ihre Themenerstellung abgelehnt wurde.
Gernot Schreyer, Präsident des Bundeselternverbandes, nimmt an, dass ein Drittel aller vorwissenschaftlichen Arbeiten von Dritten, insbesondere von Eltern verfasst wurde. Diese Annahme beruht auf Umfragen von Elternvereinen aus dem Jahr 2016. Natürlich ist es oft schwer, Schülern nicht eigenständiges Verfassen der Arbeit zweifelsfrei nachzuweisen.
Darüber hinausgehend lassen Aussagen von Ghostwritern darauf schließen, dass die Angst vor einem Knick in der Schulkarriere des Kindes manche Eltern dazu verleitet, die Arbeit gegen Entgelt gänzlich an Fremde zu delegieren, was zu einer Diskussion um Chancengleichheit führt. Als Einflussfaktoren für eine solche Entscheidung werden auch Schwierigkeiten in der Lehrer-Schüler-Interaktion und der Wegfall der verpflichtenden mündlichen Präsentation in Zeiten der COVID-19-Pandemie genannt.

### Abschaffung der verpflichtenden VWA
Durch die langjährige Kritik bezüglich der sozialen Ungerechtigkeit und der raschen Verbreitung von KI-Tools ab 2022, insbesondere Large Language Models wie ChatGPT, forderten Vertreter der AHS-Lehrer Anfang des Jahres 2024 eine Abschaffung der verpflichtenden VWA. Sie befürchteten, die Schüler nicht angemessen genug betreuen zu können. Ein Drittel der Maturanten gab 2024 in einer Umfrage an, KI in ihrer VWA zu verwenden, trotzdem befanden 60 % der Schüler die Arbeit für sinnvoll.
Bildungsminister Martin Polaschek beschloss im Juni 2024 die Abschaffung der verpflichtenden VWA, welche alsbald umgesetzt wurde. Von den Maturanten, die 2025 maturierten behielten 44 % ihr bereits genehmigtes VWA-Thema bei, 2 % wechselten zu der neuen forschenden, gestalterischen oder künstlerischen Variante. Die restlichen Schüler wählten ein zusätzliches Prüfungsfach. Befürworter der VWA sehen in ihr, trotz oder vor allem wegen dem vielen Einsatz von KI eine Chance, Medienkompetenzen zu erwerben, kritisch zu denken und auf die Universität vorbereitet zu werden.